# میه‌چیسواف پاولیکوفسکی
میه‌چیسواف پاولیکوفسکی (لهستانی: Mieczysław Pawlikowski؛ ‏ تلفظ لهستانی: [mʲɛtʂɨˈswaf]؛ ۹ ژانویهٔ ۱۹۲۰ – ۲۳ دسامبر ۱۹۷۸) بازیگر اهل لهستان بود.
از فیلم‌ها یا مجموعه‌های تلویزیونی که وی در آن‌ها نقش داشته‌است، می‌توان به گفتار پایانی نورنبرگ، ماجراهای میخاو و سرهنگ وُوُدیوفسکی اشاره نمود.